# Cadix (centrum wywiadowcze)
Cadix – tajny ośrodek wywiadowczy podczas II wojny światowej zlokalizowany w Uzès na południu Francji. Istniał od września 1940 do 9 listopada 1942. W tym okresie południowa Francja znajdowała się pod kontrolą Francji Vichy i nie była okupowana przez nazistowskie Niemcy. W Cadix zgromadził się w przeważającej części polski zespół kryptoanalityków, którzy wcześniej pracowali na stacji PC Bruno i zajmowali się różnymi szyframi państw Osi, w tym nad niemieckim szyfrem Enigma. Cadix został zamknięty, gdy Niemcy zajęły południową Francję.

## Historia
Po zdobyciu Polski przez Niemców w 1939 r. kluczowy personel polskiego Biura Szyfrów uciekł do Francji. Major Gustave Bertrand z francuskiego wywiadu założył stację wywiadowczą PC Bruno, gdzie Polacy współpracowali za pośrednictwem telegrafu z brytyjskimi kryptologami w Bletchley Park nad złamaniem Enigmy.
Podczas niemieckiej inwazji na Francję PC Bruno musiał zostać ewakuowany. 22 czerwca 1940 roku Francja podpisała rozejm z Niemcami. Dwa dni później major Bertrand wysłał niezbędny personel stacji PC Bruno do kontrolowanej przez Francję Algierii.
We wrześniu 1940 Bertrand potajemnie wysłał personel PC Bruno na niezajęte przez Niemcy tereny południowej Francji. W Château des Fouzes, niedaleko Uzès, utworzono nowe centrum wywiadowcze o kryptonimie Cadix (nazwa Cadix najprawdopodobniej pochodzi od francuskiej nazwy hiszpańskiego miasta Kadyks). Tam wznowiono pracę nad szyframi państw Osi. Załoga Cadix składała się z 15 Polaków, 9 Francuzów i 7 Hiszpanów (ci ostatni pracowali nad szyframi włoskimi i hiszpańskimi).
W lipcu 1941 szefowie Polskiego Biura Szyfrów przysłali nietypowe zadanie prosząc polskich analityków Mariana Rejewskiego i Henryka Zygalskiego o sprawdzenie bezpieczeństwa polskiej maszyny szyfrującej Lacida (lub LCD ). Urządzenie najwyraźniej nigdy nie zostało poddane rygorystycznym testom przed zatwierdzeniem do produkcji i użytku w czasie wojny. Ku konsternacji szefów Biura Szyfrów, dwaj matematycy szybko poradzili sobie ze złamaniem szyfru Lacidy.
Centrum Cadix posiadało oddział w Algierii, kierowany przez Maksymiliana Ciężkiego, który okresowo wymieniał personel z oddziałem w Uzès. Kiedy statek pasażerski Lamoricière w tajemniczy sposób zatonął 9 stycznia 1942, kilku pracowników Cadix płynących do Francji zaginęło. Wśród zaginionych znaleźli się Jerzy Różycki, jeden z trzech matematyków-kryptologów Biura Szyfrów, Piotr Smoleński i Jan Graliński z sekcji szyfrów rosyjskich przedwojennego Biura Szyfrów oraz kapitan François Lane, francuski oficer towarzyszący trzem Polakom.
8 listopada 1942 roku siły alianckie wylądowały we francuskiej Afryce Północnej. Kiedy tamtejsze władze francuskie poddały się aliantom i zerwały stosunki z Francją Vichy, Niemcy zajęły także południową Francję.
Major Bertrand, spodziewając się takiego rozwoju sytuacji, ewakuował centrum Cadix 6 listopada, kilka dni przed przybyciem wojsk niemieckich. Personel Cadix rozproszył się, próbując dotrzeć na terytorium aliantów.
Rejewski i Zygalski przedostali się ostatecznie do Hiszpanii, gdzie zostali aresztowani i uwięzieni. Po wstawiennictwie Czerwonego Krzyża zostali uwolnieni i udali się do Wielkiej Brytanii, gdzie pracowali dla wywiadu brytyjskiego aż do końca wojny, łamiąc szyfry niemieckiej SS.
Polscy dowódcy wojskowi Cadix, Gwido Langer i Maksymilian Ciężki, zostali schwytani przez Niemców, gdy w nocy z 10 na 11 marca 1943 r. próbowali przedostać się z Francji do Hiszpanii. Razem z nimi do niewoli trafiło trzech innych Polaków: Antoni Palluth, Edward Fokczyński i Kazimierz Gaca. Langer i Ciężki dostali się do niewoli i zostali uwolnieni 10 maja 1945 przez wojska amerykańskie. Pozostali trzej mężczyźni zostali wysłani do Niemiec, gdzie dwóch z nich (Palluth i Fokczyński) straciło życie w obozie koncentracyjnym Sachsenhausen-Oranienburg koło Berlina. Żadna z tych osób nie zdradziła tajemnicy odszyfrowania szyfru Enigmy przez aliantów.